# Allen G. Thurman
Allen Granberry Thurman (Lynchburg, 13 novembre 1813 – Columbus, 12 dicembre 1895) è stato un politico statunitense del Partito Democratico, senatore per lo stato dell'Ohio oltreché Presidente pro tempore del Senato.